# Olympische Sommerspiele 1912/Ringen – Griechisch-römischer Stil Schwergewicht (Männer)
Das Ringen im griechisch-römischen Stil der Männer in der Klasse über 82,5 kg bei den Olympischen Sommerspielen 1912 wurde vom 7. bis 14. Juli im Olympiastadion Stockholm ausgetragen.

## Wettkampfformat
Wenn ein Ringer zwei Kämpfe verloren hatte, schied er aus dem Turnier aus. Bei drei verbleibenden Ringern wurde eine Finalrunde begonnen.

## Ergebnisse

### 1. Runde
| N | Sieger            | Verlierer         | N |
| - | ----------------- | ----------------- | - |
| 0 | Yrjö Saarela      | David Karlsson    | 1 |
| 0 | Kalle Viljamaa    | Jean Hauptmanns   | 1 |
| 0 | Johan Olin        | Raoul Paoli       | 1 |
| 0 | Gustaf Lindstrand | Laurent Gerstmans | 1 |
| 0 | Barend Bonneveld  | Emil Backenius    | 1 |
| 0 | Jakob Neser       | Nikolajs Fārnasts | 1 |
| 0 | Søren Jensen      | Edward Barrett    | 1 |
| 0 | Adolf Lindfors    | Alrik Sandberg    | 1 |
| 0 | Gustaf Pelander   | Freilos           | — |

### 2. Runde
| N | Sieger                | Verlierer         | N |
| - | --------------------- | ----------------- | - |
| 0 | Gustaf Pelander       | David Karlsson    | 2 |
| 0 | Yrjö Saarela (w.o.)   | Jean Hauptmanns   | 2 |
| 0 | Kalle Viljamaa (w.o.) | Raoul Paoli       | 2 |
| 0 | Johan Olin            | Gustaf Lindstrand | 1 |
| 1 | Emil Backenius        | Laurent Gerstmans | 2 |
| 0 | Jakob Neser           | Barend Bonneveld  | 1 |
| 1 | Edward Barrett (w.o.) | Nikolajs Fārnasts | 2 |
| 0 | Søren Jensen          | Adolf Lindfors    | 1 |
| 0 | Gustaf Lindstrand     | Alrik Sandberg    | 2 |

### 3. Runde
| N | Sieger                | Verlierer         | N |
| - | --------------------- | ----------------- | - |
| 0 | Yrjö Saarela          | Gustaf Lindstrand | 2 |
| 0 | Kalle Viljamaa        | Barend Bonneveld  | 2 |
| 0 | Johan Olin            | Jakob Neser       | 1 |
| 1 | Emil Backenius (w.o.) | Edward Barrett    | 2 |
| 0 | Søren Jensen          | Gustaf Pelander   | 1 |
| 1 | Adolf Lindfors        | Freilos           |   |

### 4. Runde
| N | Sieger         | Verlierer       | N |
| - | -------------- | --------------- | - |
| 1 | Jakob Neser    | Adolf Lindfors  | 2 |
| 0 | Yrjö Saarela   | Søren Jensen    | 1 |
| 0 | Kalle Viljamaa | Johan Olin      | 1 |
| 1 | Emil Backenius | Gustaf Pelander | 2 |

### 5. Runde
| N | Sieger       | Verlierer      | N |
| - | ------------ | -------------- | - |
| 1 | Johan Olin   | Yrjö Saarela   | 1 |
| 1 | Jakob Neser  | Kalle Viljamaa | 1 |
| 1 | Søren Jensen | Emil Backenius | 2 |

### 6. Runde
| N | Sieger       | Verlierer   | N |
| - | ------------ | ----------- | - |
| 1 | Yrjö Saarela | Jakob Neser | 2 |
| 1 | Johan Olin   | Freilos     | 2 |
| 1 | Søren Jensen | Freilos     |   |

### Finalrunde
| Rang | Sieger       | Verlierer    | Rang   |
| ---- | ------------ | ------------ | ------ |
|      | Yrjö Saarela | Søren Jensen |        |
|      | Johan Olin   | Søren Jensen | Bronze |
| Gold | Yrjö Saarela | Johan Olin   | Silber |